# Sergokalinskij rajon
Il Sergokalinskij rajon (in russo Сергокалинский район?) è un municipal'nyj rajon della Repubblica autonoma del Daghestan, in Caucaso.